# Мабель Рівера
Мабель Рівера (ісп. Mabel Rivera; нар. 20 червня, 1952 року, Ферроль, Іспанська держава) — іспанська акторка театру і кіно.

## Біографія
Мабель Рівера народилася 20 червня 1952 року у місті Ферроль. У 1984 році Рівера закінчила факультет англістики (Університет Сантьяго-де-Компостела). У 1999-2001 роках Мабель вивчала драматичне мистецтво у тому ж університеті. Мабель Рівера працює у театрі та бере участь у кінематографічних проєктах.

## Фільмографія
- Море всередині (2004)
- Привид Гойї (2006)